# Eucomis autumnalis
Espèce
Classification APG III (2009)
Eucomis autumnalis, le Lis ananas, est une espèce de plantes originaire d'Afrique du Sud.

## Taxonomie
Selon la classification classique Eucomis autumnalis est rangée dans la famille des Liliaceae. La classification phylogénétique APG II le plaçait dans la famille des Hyacinthaceae. Actuellement suivant APG III dans celle des  Asparagaceae.

## Description
Les bulbes d’Eucomis autumnalis sont grands (jusqu'à 10 cm de diamètre). Les plantes (y compris l'inflorescence) peuvent mesurer jusqu'à 60 cm de hauteur.
Les plantes ont une rosette de larges feuilles cireuses. Les tiges florales (qui apparaissent du milieu à la fin de l'été) sont terminées par une inflorescence en grappe qui porte jusqu'à 125 fleurs qui vont du jaune au jaune-vert. L'inflorescence est un racème simple cylindrique au sommet d'une tige trapue. Le racème est terminé par une touffe de bractées foliacées, un peu comme les feuilles au sommet d'une ananas. Lorsque les fleurs ont été fécondées, les fleurs deviennent vertes, ce qui rend l'inflorescence décorative alors que les fruits triloculaires (à trois loges) produisent des graines rondes d'un noir brillant à maturité.

## Étymologie
Le nom spécifique autumnalis se réfère à son temps de floraison et de fructification. Divers botanistes ont donné différents noms pour cette espèce, souvent parce que des noms de variétés (sous-espèces) ont été utilisés pour les définir comme une espèce distincte.

## Culture
Eucomis autumnalis est un bon spécimen horticole. Planter en groupes dans les bordures herbacées, dans de grands pots ou dans les rocailles. Les fleurs durent longtemps dans le jardin ainsi qu'en vase, et après la floraison, la maturation des fruits sur l'inflorescence est aussi décorative. Facile à cultiver, les bulbes doivent être plantés avec leur sommet au niveau du sol. Ils préfèrent une situation de plein soleil (bien qu'ils tolèrent la mi-ombre) et un sol riche et bien composté. L'ajout d'un compost bien décomposé chaque printemps et de beaucoup d'eau pendant la saison de croissance se traduira par une meilleure floraison dans les saisons à venir. Ces plantes sont en dormance hivernale, et résistent au gel de la zone 9 (−7 °C).

### Propagation
Propager Eucomis autumnalis par des graines semées au printemps. Les plants devraient lever dans les 4 à 6 semaines. Protéger les plants pendant les premières années et ils seront prêts à être plantés dans le jardin à leur troisième année. Les plantules peuvent demander jusqu'à 5 saisons à fleurir. Les bulbes peuvent produire des rejets, qui peuvent être enlevés lorsque la plante est en dormance. Les bulbilles peuvent  être semés le printemps suivant. Les boutures peuvent être faites lorsque la plante est en croissance active. Des morceaux de feuilles de 5 cm de long chacun peuvent être plantés dans un sol stérilisé et bien drainé et conservés dans un environnement humide, les bulbes doivent apparaître en quelques mois. On peut utiliser des écailles de bulbes stérilisés, des bases de feuilles ou de fleurs pour la culture de tissus.